# Либов (Мекленбург-Западна Померанија)
Либов (њем. Lübow) град је у њемачкој савезној држави Мекленбург-Западна Померанија. Једно је од 91 општинског средишта округа Нордвестмекленбург. Према процјени из 2010. у граду је живјело 1.630 становника. Посједује регионалну шифру (AGS) 13058063.

## Географски и демографски подаци
Либов се налази у савезној држави Мекленбург-Западна Померанија у округу Нордвестмекленбург. Град се налази на надморској висини од 20 метара. Површина општине износи 35,2 km². У самом граду је, према процјени из 2010. године, живјело 1.630 становника. Просјечна густина становништва износи 46 становника/km².